# Карл фон Гуйн
Карл Ґеорґ фон Гуйн (нім. Karl Georg Huyn; 18 листопада 1857, Відень — 12 лютого 1938, Роттенбух, Больцано) — австрійський військовик та урядник, генерал-полковник. Останній австрійський губернатор Королівства Галичини та Володимирії у складі Австро-Угорщини.

## Життєпис
Брав участь у Галицькій битві, де відзначився на її початку в 1914 році. У березні 1917 призначений генерал-губернатором Королівства Галичини та Володимирії. 1 травня 1917 року було присвоєно звання генерал-полковника.
28 жовтня 1918 очолив ліквідаційну комісію австро-угорської армії на польських територіях. 31 жовтня 1918 р. у Львові стало відомо про приїзд до міста Польської ліквідаційної комісії (створена 28 жовтня 1918 р. у Кракові), яка мала перебрати від австрійського намісника владу над Галичиною — і включити її до складу Польщі. УНРада поставила перед австрійським урядом питання про передачу їй всієї повноти влади у Галичині та Буковині. Фон Гуйн відповів категоричною відмовою делегації в складі: Кость Левицький, Іван Кивелюк, о. Олександр Стефанович, Сидір Голубович, Лонгин Цегельський, Степан Баран.
У ніч проти 1 листопада 1918 року  будинок намісництва зайняли українські стрільці на чолі з хорунжим Сендецьким. Гуйна було взято під домашній арешт; 1 листопада 1918 року Гуйн передав повноваження своєму заступникові Володимирові Децикевичу, який підписав урядовий акт про передачу влади в Галичині УНРаді. З української сторони документ підписали К. Левицький, О. Барвінський, С. Голубович, Л. Цегельський. Увечері 1 листопада 1918 року Гуйн покинув Львів. 
1 грудня 1918 року подав у відставку з усіх державних посад. 
Отримував пенсію від уряду Австрії.
Помер у с. Роттенбух, що біля Больцано (нині Італія).